# دون ريكلز
دون رينكلز (بالإنجليزية: Don Rickles)‏ (مواليد 8 مايو 1926 في كوينز، نيويورك - 6 أبريل 2017)، هو ممثل أمريكي كما أنه من الفائزين بجائزة إيمي.
- دون ريكلز على موقع IMDb (الإنجليزية)
- دون ريكلز على موقع الموسوعة البريطانية (الإنجليزية)
- دون ريكلز على موقع روتن توميتوز (الإنجليزية)
- دون ريكلز على موقع ألو سيني (الفرنسية)
- دون ريكلز على موقع ميوزك برينز (الإنجليزية)
- دون ريكلز على موقع تيرنر كلاسيك موفيز (الإنجليزية)
- دون ريكلز على موقع أول موفي (الإنجليزية)
- دون ريكلز على موقع قاعدة بيانات الأفلام السويدية (السويدية)
- دون ريكلز على موقع إن إن دي بي (الإنجليزية)
- دون ريكلز على موقع أول ميوزيك (الإنجليزية)